# تپه چهار بازار
تپه چهار بازار مربوط به سده‌های میانه دوران‌های تاریخی پس از اسلام است و در شهرستان ممسنی، بخش مرکزی، دهستان بکش ۲، مجاور روستای دیمه میل واقع شده و این اثر در تاریخ ۳۰ بهمن ۱۳۸۶ با شمارهٔ ثبت ۲۰۹۰۰ به‌عنوان یکی از آثار ملی ایران به ثبت رسیده است.